# Anpachi
Anpachi (jap. 安八町 Anpachi-chō) – miasto w Japonii, na wyspie Honsiu, w prefekturze Gifu. Według danych na rok 2020 miejscowość zamieszkiwało 14 355 mieszkańców , a gęstość zaludnienia wyniosła 790,5 os./km².